# Chapelle Saint-Ignace de San Ġiljan
La chapelle Saint-Ignace est une chapelle catholique située à San Ġiljan, à Malte.

## Historique
La chapelle a été ouverte par les jésuites anglais en 1877, puis a dû fermer et a même servi de magasin durant la Seconde Guerre mondiale. Après avoir été rendue au culte en 1949, elle n'est aujourd'hui plus affectée à cet usage.